# رینی رادریگز
رِینی رادریگز (انگلیسی: Raini Rodriguez؛ زادهٔ ۱ ژوئیهٔ ۱۹۹۳) یک هنرپیشه و خواننده اهل ایالات متحده آمریکا است. وی از سال ۲۰۰۶ میلادی تاکنون مشغول فعالیت بوده‌است.
از آثار او می‌توان به دختر در حال پیشرفت و پرام و آستین و آلی اشاره کرد.